# Campionati del mondo di atletica leggera indoor 1991 - Salto in alto maschile
La gara del salto in alto maschile si tenne il 9 e 10 marzo 1991.

## Risultati

### Qualificazioni
In finale chi supera 2.24 m (Q) o almeno i migliori 12 della classifica.
| Pos | Nome                  | Nazione          | Misura | Note |
| --- | --------------------- | ---------------- | ------ | ---- |
| 1   | Hollis Conway         | Stati Uniti      | 2.24   | Q    |
| 1   | Tim Forsyth           | Australia        | 2.24   | Q    |
| 1   | Marino Drake          | Cuba             | 2.24   | Q    |
| 1   | Javier Sotomayor      | Cuba             | 2.24   | Q    |
| 1   | Artur Partyka         | Polonia          | 2.24   | Q    |
| 1   | Sorin Matei           | Romania          | 2.24   | Q    |
| 1   | Arturo Ortiz          | Spagna           | 2.24   | Q    |
| 1   | Aleksey Yemelin       | Unione Sovietica | 2.24   | Q    |
| 1   | Stevan Zorić          | Jugoslavia       | 2.24   | Q    |
| 10  | Dragutin Topić        | Jugoslavia       | 2.24   | Q    |
| 10  | Georgi Dakov          | Bulgaria         | 2.24   | Q    |
| 12  | Troy Kemp             | Bahamas          | 2.24   | Q    |
| 12  | Patrik Sjöberg        | Svezia           | 2.24   | Q    |
| 14  | Charles Austin        | Stati Uniti      | 2.24   | Q    |
| 15  | Ian Garrett           | Australia        | 2.24   | Q    |
| 16  | Gustavo Adolfo Becker | Spagna           | 2.20   |      |
| 17  | Takahisa Yoshida      | Giappone         | 2.20   |      |
| 18  | Geoff Parsons         | Gran Bretagna    | 2.15   |      |
| 19  | Steve Smith           | Gran Bretagna    | 2.15   |      |
| 20  | Sergii Dymchenko      | Unione Sovietica | 2.10   |      |

### Finale
| Pos | Nome             | Nazione          | 2.15 | 2.20 | 2.24 | 2.28 | 2.31 | 2.34 | 2.37 | 2.40 | 2.42 | 2.44 | Misura | Note |
| --- | ---------------- | ---------------- | ---- | ---- | ---- | ---- | ---- | ---- | ---- | ---- | ---- | ---- | ------ | ---- |
| 1   | Hollis Conway    | Stati Uniti      | –    | –    | xo   | –    | o    | o    | o    | xo   | –    | xxx  | 2.40   | NR   |
| 2   | Artur Partyka    | Polonia          | –    | –    | o    | –    | o    | o    | o    | xx–  | x    |      | 2.37   | =NR  |
| 3   | Javier Sotomayor | Cuba             | –    | –    | o    | –    | o    | xxx  |      |      |      |      | 2.31   |      |
| 3   | Aleksey Yemelin  | Unione Sovietica |      |      |      |      | o    | xxx  |      |      |      |      | 2.31   |      |
| 5   | Stevan Zorić     | Jugoslavia       | –    | xo   | o    | o    | x    |      |      |      |      |      | 2.31   | PB   |
| 6   | Charles Austin   | Stati Uniti      |      |      |      |      | xo   |      |      |      |      |      | 2.31   |      |
| 6   | Sorin Matei      | Romania          | –    | o    | o    | xxo  | xo   | xxx  |      |      |      |      | 2.31   |      |
| 8   | Tim Forsyth      | Australia        |      |      |      | o    |      |      |      |      |      |      | 2.28   | =AR  |
| 9   | Arturo Ortiz     | Spagna           | o    | –    | xxo  | o    | xxx  |      |      |      |      |      | 2.28   |      |
| 10  | Marino Drake     | Cuba             |      |      |      | xo   |      |      |      |      |      |      | 2.28   |      |
| 11  | Georgi Dakov     | Bulgaria         |      |      | o    | xxx  |      |      |      |      |      |      | 2.24   |      |
| 11  | Dragutin Topić   | Jugoslavia       | –    | o    | o    | xxx  |      |      |      |      |      |      | 2.24   |      |
| 13  | Patrik Sjöberg   | Svezia           |      |      | o    |      |      |      |      |      |      |      | 2.24   |      |
| 14  | Troy Kemp        | Bahamas          |      | o    |      |      |      |      |      |      |      |      | 2.20   |      |
| 15  | Ian Garrett      | Australia        |      | xo   |      |      |      |      |      |      |      |      | 2.20   |      |